# Дар уль-Улюм Деобанд
Дар уль-Улюм Деобанд (хинди दारुल उलूम देवबन्द, урду دارالعلوم دیوبند‎, «Обитель знания») — один из крупнейших религиозных и академических центров исламского мира, место зарождения движения деобанди. В Индостане это крупнейшее учреждение по распространению и продвижению ислама и самый большой образовательный центр в области исламских наук. Среди сотен тысяч религиозных образовательных учреждений в исламском мире сегодня имеются только два заведения, которым мусульмане доверяли больше всего: одно из них — Аль-Азхар в Каире, а другое — Дар уль-Улюм в Деобанде.

## Основание
30 мая 1866 года, в деревне Девабанд (Деобанд) в северной части Индии, которая в те времена всё ещё являлась британской колонией, был заложен первый камень в основание исламского университета. Становление «Дар уль-Улюм», как религиозного центра происходило на фоне тяжелой ситуации, в которой оказались индийские мусульмане во второй половине XIX века. После неудачного восстания сипаев в 1857—1859 годах власть в стране перешла к английскому правительству. Таким образом, для объединения раздробленного мусульманского общества появилась потребность в бесплатных и постоянных учебных заведениях.
Во-вторых, учителя медресе начали использовать новые способы преподавания на основе достижений западных технологий — руководство медресе получило доступ к печатным станкам, почтовым отделениям, железнодорожному транспорту и т. д. Основатели школы с самого начала предполагали, что финансирование Деобанда должно производиться, по большому счёту, за счёт частных пожертвований, и это позволило медресе «Дар уль-улюм» давать не только бесплатное образование, но и стать в определённой мере независимым от правящего режима.
В этой связи интересно, что когда индийские власти уже в середине 90-х годов XX века прекратили выдавать визы иностранным студентам для учёбы в Деобанде, туда, несмотря ни на что, поступило три тысячи студентов из разных стран. Школа, в которой никогда не было абсолютно никаких различий между богатыми и бедными, развивалась настолько успешно, что к концу XIX века «Дар уль-улюм» насчитывал уже более 15 тысяч медресе разбросанных по всему миру: Британской Индии (включая территорию современного Пакистана), ЮАР, Великобритания и т. д. В одном только Пакистане в 2001 году таких медресе было примерно 4 тысячи. К 2001 году «Дар уль-улюм» закончили 65 тысяч мусульманских студентов из большинства азиатских стран, которые затем преподавали в тысячах медресе в Пакистане и Афганистане. В деобандском духовном центре одновременно обучаются почти 3500 человек. Ежегодно из 10 тысяч желающих поступить 800 кандидатам удаётся пройти конкурс.
Однако влияние деобандской школы не ограничивается только этим регионом и только этими цифрами. Сегодня понятие «Деобанд» уже охватывает, помимо этой обители, целую россыпь связанных с ней медресе в Индии, Пакистане, Бангладеш, Афганистане и других странах Азии, Африки, а также Америки и Европы. По последним данным, около 600 из 1400 британских медресе возглавляют лица, принадлежащие к деобандской школе.